# Ганс-Герольд Гаубер
Ганс-Герольд Гаубер (нім. Hans-Gerold Hauber; 8 липня 1913, Штутгарт, Німецька імперія — 25 лютого 1997, Фуертевентура, Іспанія) — німецький офіцер-підводник, оберлейтенант-цур-зее резерву крігсмаріне.

## Біографія
1 березня 1934 року вступив на флот. З 4 грудня 1939 року — унтерофіцер 2-ї батареї 272-го морського зенітного дивізіону в Тоссенсі. З 26 лютого по 21 березня 1940 року пройшов підготовку в 2-му морському зенітному полку у Вільгельмсгафені, після чого повернувся в свою батарею. З 22 липня по 29 вересня 1940 року пройшов курс кандидата в офіцери. З 30 вересня 1940 року — командир взводу 6-ї батареї 252-го морського зенітного дивізіону в Гайдмюле. З 17 листопада 1940 по 5 січня 1941 року — вахтовий офіцер на тральщику M1416 14-ї флотилії мінних тральщиків. З 6 січня по 5 квітня 1941 року пройшов підготовку в штурманському училищі в Готенгафені. З листопада 1941 по липень 1942 року — вахтовий офіцер в 6-й флотилії форпостенботів. З 1 листопада 1942 року — заступник командира човна 17-ї флотилії форпостенботів. З 1 березня по 30 вересня 1943 року пройшов курс підводника. 16 листопада 1943 року відправлений в кадровий резерв 10-ї флотилії. З 24 грудня 1943 по 28 травня 1944 року — 1-й вахтовий офіцер на підводному човні U-170. З 1 червня по 19 липня 1944 року пройшов курс командира човна. З липня 1944 року — командир U-170, на якому здійснив 1 похід (1 серпня — 4 грудня 1944). 9 травня 1945 року здався британським військам в Гортені. 21 лютого 1947 року звільнений.

## Звання
- Рекрут (1 березня 1934)
- Боцмансмат резерву (15 червня 1935)
- Боцман резерву (3 жовтня 1936)
- Лейтенант-цур-зее резерву (1 липня 1941)
- Оберлейтенант-цур-зее резерву (1 липня 1943)

## Нагороди
- Медаль «За вислугу років у Вермахті» 4-го класу (4 роки)
- Медаль «У пам'ять 1 жовтня 1938 року»
- Залізний хрест
  - 2-го класу (1 квітня 1942)
  - 1-го класу (2 червня 1944)
- Нагрудний знак мінних тральщиків (22 квітня 1942)
- Нагрудний знак підводника (2 червня 1944)
- Фронтова планка підводника в бронзі (5 грудня 1944)